# Liste der Bodendenkmäler in Kaufering
Auf dieser Seite sind die Bodendenkmäler in dem oberbayerischen Markt Kaufering zusammengestellt. Diese Tabelle ist eine Teilliste der Liste der Bodendenkmäler in Bayern. Grundlage ist die Bayerische Denkmalliste, die auf Basis des Bayerischen Denkmalschutzgesetzes vom 1. Oktober 1973 erstmals erstellt wurde und seither durch das Bayerische Landesamt für Denkmalpflege geführt wird. Die folgenden Angaben ersetzen nicht die rechtsverbindliche Auskunft der Denkmalschutzbehörde.

## Bodendenkmäler in Kaufering
| Lage                      | Objekt | Akten-Nr.     | Bild           |
| ------------------------- | --- | ------------- | -------------- |
| (Standort)                | Grabhügel mit Bestattungen der Hallstattzeit. | D-1-7831-0025 |                |
| (Standort)                | Grabhügel vorgeschichtlicher Zeitstellung. | D-1-7831-0028 |                |
| (Standort)                | Grabhügel mit Bestattungen der Hallstattzeit. | D-1-7831-0029 |                |
| (Standort)                | Mehrgliedrige Abschnittsbefestigung und Siedlung vor- und frühgeschichtlicher Zeitstellung, u. a. der frühen und mittleren Bronzezeit, der Späthallstatt-/Frühlatènezeit, der späten Latènezeit, der römischen Kaiserzeit und des frühen Mittelalters sowie Burgstall des hohen Mittelalters (Schanzen im Westerholz).                                       | D-1-7831-0030 |                |
| (Standort)                | Siedlung vorgeschichtlicher Zeitstellung, u. a. des Neolithikums und der Hallstattzeit. | D-1-7831-0088 |                |
| Kapellenäcker (Standort)  | Untertägige spätmittelalterliche und frühneuzeitliche Befunde im Bereich der katholischen Feldkapelle St. Walburga bei Kaufering mit aufgelassenem Pestfriedhof. | D-1-7831-0122 | weitere Bilder |
| (Standort)                | Siedlung vorgeschichtlicher Zeitstellung, u. a. des Mittel- und Jungneolithikums. | D-1-7831-0157 |                |
| (Standort)                | Grabhügel vorgeschichtlicher Zeitstellung. | D-1-7831-0164 |                |
| (Standort)                | Siedlung und Abschnittsbefestigung vorgeschichtlicher Zeitstellung, u. a. des Altneolithikums (Linearbandkeramik), des Mittelneolithikums (Stichbandkeramik), der späten Bronzezeit und Urnenfelderzeit, der Späthallstatt- und Frühlatènezeit und der späten Latènezeit sowie Villa rustica mit Brandgräbern der mittleren und späten römischen Kaiserzeit. | D-1-7931-0004 |                |
| (Standort)                | Burgstall des hohen und späten Mittelalters (Burg Kaufering). | D-1-7931-0005 |                |
| (Standort)                | Siedlung des Alt-, Mittel- und Jungneolithikums (Linearbandkeramik, Stichbandkeramik, Münchshöfener Kultur), der Urnenfelderzeit, der Hallstattzeit, der mittleren und spätrömischen Kaiserzeit sowie Siedlung mit Hofgrablegen der Merowingerzeit und karolingisch-ottonischer Zeitstellung.                                                                | D-1-7931-0069 |                |
| (Standort)                | Verebnete Grabhügel vorgeschichtlicher Zeitstellung. | D-1-7931-0079 |                |
| Kirchberg 1 (Standort)    | Untertägige mittelalterliche und frühneuzeitliche Befunde im Bereich der katholischen Pfarrkirche St. Johannes der Täufer von Kaufering und ihres Vorgängerbaus. | D-1-7931-0112 | weitere Bilder |
| Gschwendwiesen (Standort) | Untertägige frühneuzeitliche Befunde im Bereich der katholischen Kapelle St. Leonhard bei Kaufering. | D-1-7931-0113 | weitere Bilder |
| (Standort)                | Siedlung der römischen Kaiserzeit. | D-1-7931-0143 |                |
| (Standort)                | Abgegangenes Hofmarkschloss der frühen Neuzeit (Schloss Hofenberg). | D-1-7931-0161 |                |
| (Standort)                | Verebnete Grabhügel und Siedlung vorgeschichtlicher Zeitstellung, u. a. des Mittelneolithikums (Stichbandkeramik). | D-1-7931-0162 |                |